# Parang (Maguindanao del Norte)
Parang ist eine philippinische Stadtgemeinde in der Provinz Maguindanao del Norte. Sie hat 89.194 Einwohner (Zensus 1. August 2015).

## Baranggays
Parang ist politisch in 24 Baranggays unterteilt.
| - Gadungan - Gumagadong Calawag - Guiday T. Biruar - Landasan (Sarmiento) - Limbayan - Bongo Island (Litayen) - Magsaysay - Making - Nituan - Orandang - Pinantao - Poblacion | - Polloc - Tagudtongan - Tuca-Maror - Manion - Macasandag - Cotongan - Poblacion II - Samberen - Kabuan - Campo Islam - Datu Macarimbang Biruar - Gadunganpedpandaran |

## Geschichte
Das Baranggay Datu Macarimbang Biruar wurde Ende 2000 gegründet.

## Persönlichkeiten
- Elias Ayuban (* 1968), römisch-katholischer Ordensgeistlicher, Bischof von Cubao